# هیپودروم لندن
هیپودروم لندن ساختمانی در نبش خیابان کرنبورن و خیابان چرینگ کراس در شهر وست مینستر لندن است. نام هیپودروم برای بسیاری از سالن‌های تئاتر و موسیقی مختلف استفاده می‌شد که هیپودروم لندن یکی از معدود بازمانده‌های آن است. هیپودروم یک کلمه باستانی است که به مکان‌هایی اطلاق می‌شود که میزبان مسابقات اسب سواری و سایر اشکال سرگرمی سوارکاری هستند.